# Sanhaja
I Sanhaja o Senhaja (anche Zenaga o Znaga; in arabo صنهاجة‎?, Ṣanhāja, berbero Iẓnagen), furono in passato una delle più grandi confederazioni tribali berbere del Maghreb, come quella degli Zanata e dei Banu Masmuda. Molte tribù e regioni del mondo berbero usano ancora questo nome, specialmente nella sua forma berbera.

## Storia

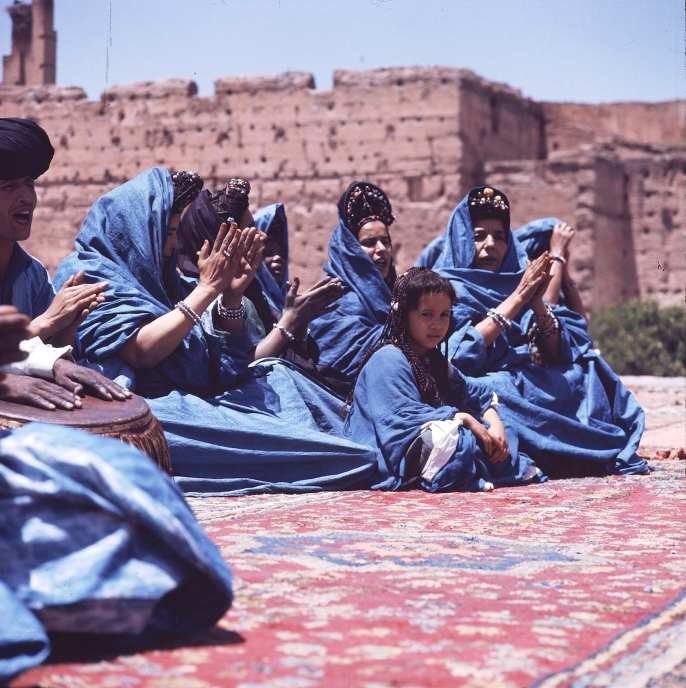
Danza tipica dei Sanhaja al Festival Nazionale del Folklore di Marrakech

Dopo l'arrivo dell'Islam si espansero al di fuori dei loro tradizionali confini nel Sudan storico (l'Africa subsahariana), come pure lungo il corso del fiume Senegal e del Niger. Dal IX secolo le tribù Sanhaja s'insediarono nel Medio Atlante, nelle montagne del Rif e lungo le coste atlantiche dell'attuale Marocco. Una parte dei Sanhaja s'insediò invece nell'Algeria centro-orientale e nel Niger settentrionale col nome di Kutama, svolgendo un importante ruolo nell'ascesa della dinastia fatimide. Le dinastie Sanhaja degli Ziridi e dei Hammadidi della Qalʿa dei Banū Ḥammād controllarono l'Ifriqiya e una parte del Maghreb centrale fino al XII secolo.
A metà dell'XI secolo, un gruppo di capi Sanhaja, tornando dal Hajj invitarono il teologo Abd Allah ibn Yasin al-Guzuli a predicare presso di loro. Ibn Yasin quindi operò per unire in alleanza la tribù con gli Almoravidi. Questa confederazione si stabilì nell'attuale Marocco, conquistò l'Algeria occidentale e al-Andalus.
I discendenti dei Sanhaja si trovano oggi nel Medio Atlante e nel Marocco orientale, nel Niger settentrionale, e in Mali, 
a cavallo del Sahara, oltre che tra i Kutama di Cabilia, in Algeria.
Un gruppo crede di discendere dai Gudala (la tribù Sanhaja più meridionale), che esiste ancor oggi nel SO della Mauritania e in parte del Senegal settentrionale, per quanto esiguo numericamente esso sia.